# V 116
V 116 war das letzte Große Torpedoboot, das die Kaiserliche Marine im Ersten Weltkrieg in Dienst stellte. Der Entwurf markierte gleichzeitig den Höhepunkt des deutschen Torpedobootbaus bis zum Kriegsende und diente der Erprobung der französischen und italienischen Großzerstörer-Projekte.

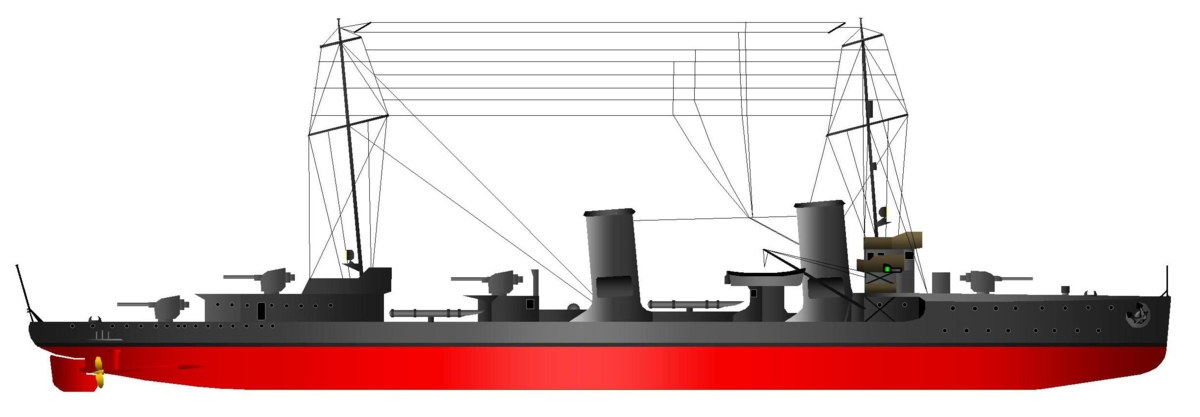
Das Große Torpedoboot V 116 (Stapellauf 1918)

## Typengeschichte
Die Kriegserfahrungen veranlassten die Kaiserliche Marine 1916, einen neuen Torpedobootstyp entwickeln zu lassen. Die neuen, im Vergleich sehr groß konzipierten Boote sollten nicht nur den modernen alliierten Zerstörern in allen Bereichen überlegen, sondern sogar in der Lage sein, verzögernde Gefechte mit Leichten Kreuzern aufnehmen zu können. Um diese taktische Rolle erfüllen zu können, wurde eine starke Bewaffnung mit 15-cm-Geschützen, 60-cm-Torpedorohren und eine Geschwindigkeit über 34 kn als Rahmen festgelegt.
Am 15. April 1916 vergab die Marine dann an vier Werften Aufträge zum Bau von jeweils drei Booten, also insgesamt zwölf Einheiten: S 113 bis S 115 bei den Schichau-Werken in Elbing, V 116 bis V 118 bei der AG Vulcan Stettin, G 119 bis G 121 bei der Germaniawerft in Kiel und B 122 bis B 124 bei Blohm & Voss in Hamburg. Aufgrund der sich verschlechternden Kriegslage kam es beim Bau allerdings zu Verzögerungen. Zwar liefen in den letzten Kriegsmonaten fast alle Boote vom Stapel, fertiggestellt wurde aber nur noch V 116. Die Indienststellung erfolgte am 31. Juli 1918.
Von den verbliebenen Booten konnte ein weiteres nach Kriegsende fertiggestellt werden: S 113, das am 5. August 1919 in Dienst kam. Die übrigen Boote wurden abgewrackt.

## Technische Daten
V 116 war 107,5 m lang, 10,4 m breit und ging 3,8 m tief. Voll ausgerüstet verdrängte das „Große Torpedoboot 1916“ 2360 Tonnen. Der Stahlrumpf war im Längs- und Querspantverfahren ausgeführt und in 13 wasserdichte Abteilungen unterteilt. Vier mit Öl befeuerte Doppelkessel erzeugten den Druck für zwei AEG-Vulkanturbinen, die mit je 45.000 PS auf die beiden Propeller wirkten und eine Höchstgeschwindigkeit von 34,5 kn ermöglichten. Die Reichweite lag bei einem maximalen Ölvorrat von 660 m³ und einer Marschgeschwindigkeit von 20 kn bei immerhin 2500 sm.
Die Bewaffnung bestand aus vier Schnellladekanonen 15-cm-L/45-UToF C/16 in Einzelaufstellung, auf dem erhöhten Vorschiff, auf dem Deckshaus hinter dem zweiten Schornstein, auf dem Deckshaus auf dem Achterschiff und am Heck. Die Kalibersteigerung von 10,5 cm auf 15 cm rückte den neuen Typ tatsächlich in den Bereich der britischen Leichten Kreuzer, deren Hauptartillerie aus 15,2-cm-Geschützen bestand. Vergleichbare britische Zerstörer verfügten dagegen standardmäßig über 12-cm-Kanonen. 40 Minen konnten an Bord genommen werden.
Zusätzlich war V 116 mit zwei schwenkbaren 60-cm-Doppel-Torpedosätzen ausgerüstet, wobei der vordere zwischen den beiden Schornsteinen und der hintere zwischen den beiden Deckhäusern aufgestellt war. Vier Reservetorpedos waren ebenfalls an Bord.
Die Besatzung betrug 189 Mann.

## Geschichte
Unmittelbar nach seiner Indienststellung gehörte das Boot bis zum Kriegsende 1918 zur neuaufgestellten XII. Torpedoboot-Flottille, anschließend bis zu seiner Auslieferung der sogenannten „Eisernen Flottille“ – einem Freiwilligenverband ehemaliger Angehöriger der Kaiserlichen Marine unter Aufsicht der Admiralität der Vorläufigen Reichsmarine – an.
Als Reaktion auf die Selbstversenkung der Hochseeflotte am 21. Juni 1919 in Scapa Flow forderten die Alliierten Ersatz von Deutschland. Betroffen waren neben umfangreichen Mengen an zivilem Schiffsraum nicht nur weitere Linienschiffe, sondern auch die noch verbliebenen modernen Kreuzer und Torpedoboote. Dazu gehörte auch V 116, das am 23. Mai 1920 an Italien ausgeliefert wurde und bis 1937 unter dem Namen Premuda in Dienst blieb.

### Im italienischen Dienst
1920 war die V 116 eines von drei Torpedobooten der Kaiserlichen Marine, die in den Dienst der Regia Marina kamen. Die anderen Boote waren B 97 (1915, 1374/1843 t) und S 63 (1916, 919/1170 t), die nach ihrer Umbewaffnung erst Mitte der 1920er-Jahre als Cesare Rossarol bzw. Ardimentoso in den Dienst der Regia Marina kamen.
V 116 erhielt den Namen der jugoslawischen Insel Premuda nahe Zadar. Er war in der italienischen Marine verbunden mit der in ihrer Nähe erfolgten Versenkung des österreichisch-ungarischen Schlachtschiffs Szent István am 10. Juni 1918 durch den MAS-Torpedoboot-Kommandanten Luigi Rizzo. Rizzo wurde dafür zum Grafen von Grado und Premuda erhoben, in Italien wurden zahlreiche Straßen nach Premuda benannt und der 10. Juni wurde der „Tag der italienischen Marine“.
Am 1. Juni 1920 übernahm die Regia Marina den deutschen Großzerstörer als leichten „Esploratore“ (~ Spähkreuzer). Die Bewaffnung wurde um zwei 4,0-cm-Vickers-Terni-Kanonen und zwei Maschinengewehren verstärkt und das Schiff nach Konstantinopel zur „Divisione del Levante“ entsandt.
Während des Korfu-Zwischenfalls gehörte die Premuda zu den italienischen Flotteneinheiten, die am 30. August 1923 die „Festung“ der Insel, tatsächlich nur noch ein Flüchtlingslager, beschossen und die Insel dann bis Ende September besetzten. Die italienischen Maßnahmen erfolgten nach der Ermordung einer italienischen Grenzkommission an der griechisch-albanischen Grenze, die aus italienischer Sicht zumindest auf die Nachlässigkeit griechischer Behörden zurückzuführen war.
1924 kamen mit den drei Schiffen der Leone-Klasse (1721/ 2690 ts, 34 kn, 4 × 2 12,0-cm-L/45-Geschütze, 2 × 7,6-cm-L/40-Flak, 2 × 3 Torpedorohre) ähnliche Schiffe aus eigener Entwicklung in den Dienst der Regia Marina, deren Planungen auch auf das Jahr 1917 zurückgingen. Der Bau war wegen der Stahlknappheit im Weltkrieg zurückgestellt worden. In den folgenden Jahren diente die Premuda der italienischen Flotte im Tyrrhenischen Meer und der Adria, aber überwiegend in der Ägäis. 1938 war die Premuda nur noch ein Zerstörer (cacciatorpediniere); ihre großen Torpedorohre waren 1932 durch neue von 45,0 cm Durchmesser ersetzt worden. Anfang 1939 wurde das Schiff ausgesondert und dann verschrottet.

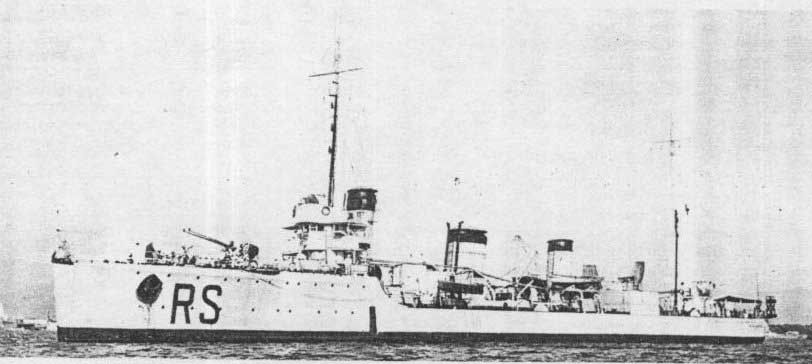
Cesare Rossarol (B 97) in den 1930er-Jahren
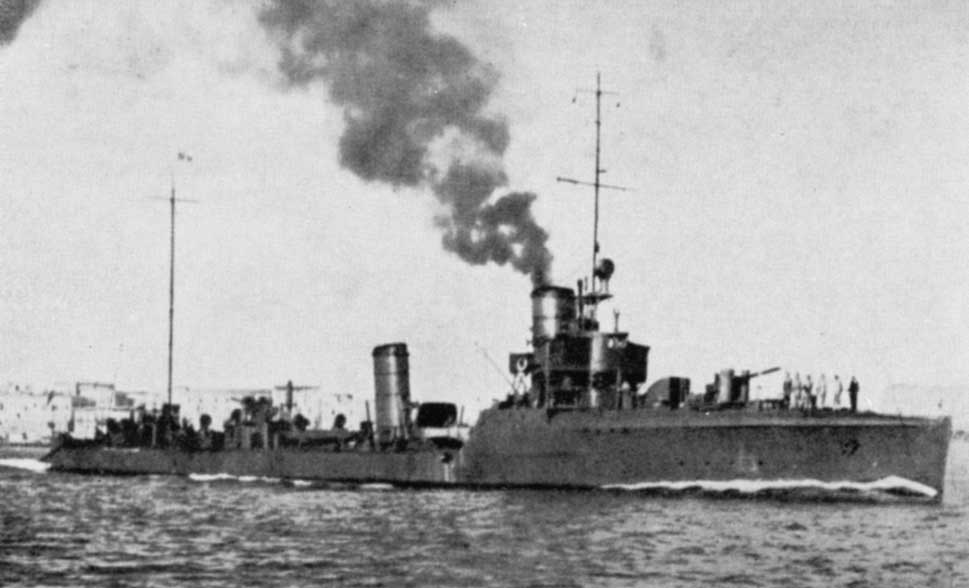
Ardimentoso (S 63) 1926
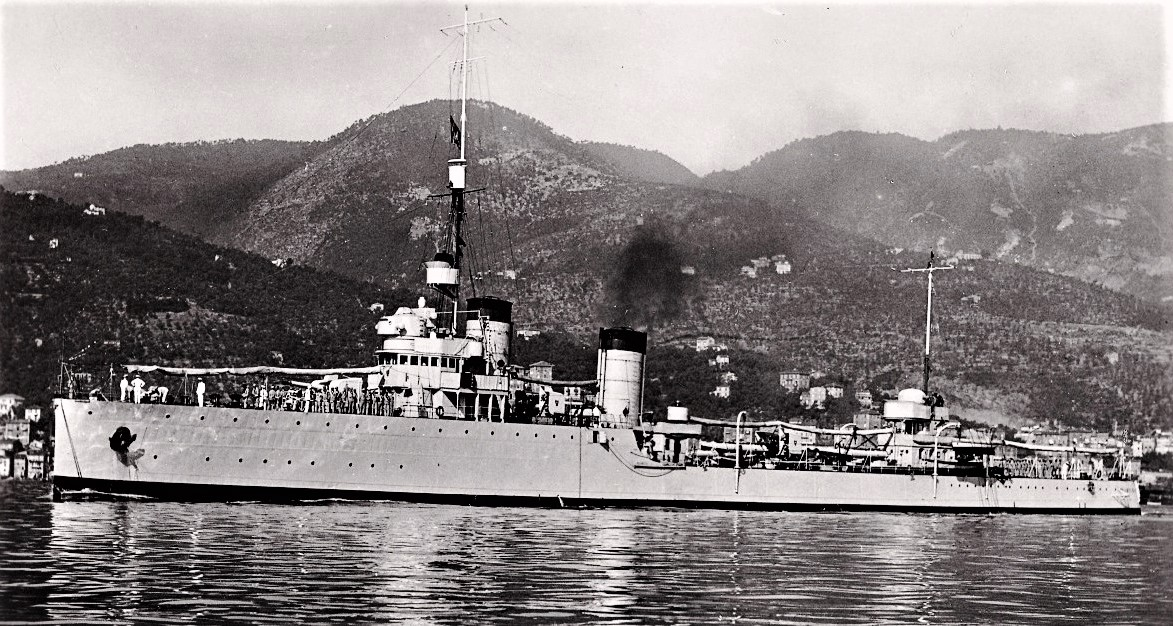
Die Pantera der Leone-Klasse von 1924
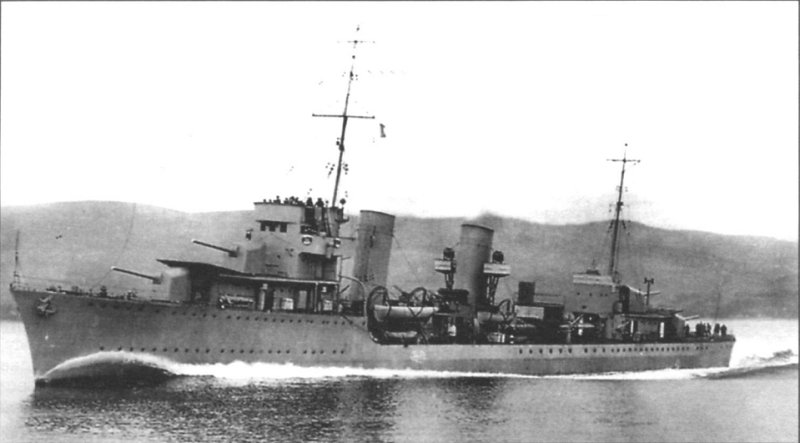
Die zweite Premuda 1941 ex Dubrovnik